# إدموند ألين
إدموند ألين (بالإنجليزية: Edmund Allen)‏ هو سياسي نيوزلندي، ولد في 1844، وتوفي في 1909. انتخب عضو مجلس النواب النيوزيلندي.